# Gomborka
A gomborka (Camelina) a káposztafélék (Brassicaceae) családjába tartozó növénynemzetség. Kb. 8 faja a mediterrán térségben, Közép-Ázsiában és Közép-Európában található. A C. sativa faj olajos magvaiból bioüzemanyagot is előállítanak.

## Felhasználása
Az amerikai Montana államban egyre több gomborkát termesztenek, hogy magvainak olajából bioüzemanyagat és biokenőanyagot állítsanak elő. Az Idahói Egyetem és más szervezetek is tanulmányozzák üzemanyagként való hasznosíthatóságát.
Kutatások szerint a Camelina-alapú repülőgép-üzemanyag a sugárhajtású gépek szén-dioxid-kibocsátását akár 80%-kal is mérsékelheti. Az Az Amerikai Egyesült Államok Haditengerészete repülőgépek bioüzemanyagaként tesztelte, és 2009 októberében egy marylandi támaszponton álló helyzetben sikeresen meghajtott vele egy F414 gázturbinás sugárhajtóművet, ami az F/A–18 motorja. 2010 márciusában az amerikai légierő is megkezdte az üzemanyag tesztelését repülőgépeiben.
A Holland Királyi Légitársaság próbálta ki elsőként utasszállító repülőgépen az üzemanyagot. 2009. november 23-án egy nem túl sok utast szállító Jumbo Jet négy hajtóműve közül az egyiket bioüzemanyag és kerozin fele-fele arányú keverékével hajtották meg.
A Camelinát az USA-ban szarvasmarha-takarmánykiegészítőként is engedélyezték.

## Fajok
- Camelina alyssum (duzzadt gomborka)
- Camelina dentata
- Camelina microcarpa (kis gomborka vagy vetési gomborka)
- Camelina rumelica (fehérvirágú gomborka)
- Camelina sativa (magvas gomborka vagy sárgarepce – EU-anyagokban néha vetési gomborka)